# Kevin Nolan
Kevin Anthony Jance Nolan (* 24. Juni 1982 in Liverpool) ist ein englischer Fußballspieler und -trainer. Als Mittelfeldspieler war er zunächst knapp zehn Jahre zumeist in der Premier League für die Bolton Wanderers aktiv, bevor er Anfang 2009 zu Newcastle United und im Juni 2011 zu West Ham United wechselte.

## Karriere

### Bolton Wanderers
Der Mittelfeldspieler begann die Fußballerkarriere in der Schülerauswahl seiner Heimatstadt Liverpool. Er war zwar auch schnell im Fokus des FC Liverpool, aber letztlich zog es ihn in die Jugendabteilung der Bolton Wanderers. Ursprünglich war Nolan gelernter Innenverteidiger, aber als er sich den Weg durch die Reserveauswahl des Klubs bahnte, wechselte er ins Mittelfeld. Im März 2000 kam Nolan gegen Charlton Athletic (2:2) per Einwechslung zu seinem Zweitligadebüt und im folgenden Jahr war er eine Stammkraft in der Mannschaft, der in der Saison 2000/01 der Aufstieg in die Premier League gelang. Bei seinem ersten Auftritt in der höchsten englischen Spielklasse steuerte er im August 2001 zum 5:0-Saisonauftaktsieg bei Leicester City zwei Tore bei. Zum Publikumsliebling entwickelte er sich kurz darauf, als Nolan ein weiterer Treffer zum 2:1-Erfolg in Old Trafford gegen Manchester United gelang und zum Ende seines ersten Premier-League-Jahres hatte er acht Tore angesammelt.
Nach einer sportlich durchwachsenen Spielzeit 2002/03 mit nur einem Tor und vielen Ersatzbankerfahrungen wendete sich wieder vieles zum Guten, als Nolan in der Saison 2003/04 mannschaftsintern der beste Torjäger war und dazu sein Team ins Ligapokalendspiel führte – es endete mit einer 1:2-Niederlage gegen den FC Middlesbrough. Während der ersten Teilnahme seines Klubs am UEFA-Pokal in der Spielzeit 2005/06 schoss er weitere zwei Tore und nicht wenige Expertenstimmen forderten zu dieser Zeit seine Nominierung in die englische A-Nationalmannschaft. Ihm blieb jedoch ein Einsatz bei den „Three Lions“ verwehrt und nach einem letzten Auftritt für Bolton gegen die Blackburn Rovers wechselte Nolan im Januar 2009 für eine Ablösesumme in Höhe von vier Millionen Pfund zu Newcastle United. Insgesamt bestritt er 345 Pflichtspiele für die Bolton Wanderers, in denen ihm genau 50 Tore gelangen.

### Newcastle United
In den verbliebenen Partien der Saison 2008/09 konnte Nolan den Erstligaabstieg der „Magpies“ nicht mehr verhindern. Dabei hatte er bereits bei seinem dritten Einsatz nach einem Foul an Victor Anichebe vom FC Everton eine rote Karte gesehen, sich – erschwert durch eine Knöchelverletzung – zunächst formschwach gezeigt, bevor er zum Saisonende der erhoffte Leistungsträger war. Auf dem Weg zum direkten Wiederaufstieg entwickelte sich Nolan zur zentralen Schaltstelle im Spiel von Newcastle United und neben der Auszeichnung zum besten Zweitligaspieler durch das Fußballmagazin FourFourTwo wählte ihn die Spielergewerkschaft PFA in die „Mannschaft des Jahres“ („PFA Team of the Year“).
Zur neuen Saison 2010/11 nahm Nolan als Nachfolger des zurückgetretenen Nicky Butt das Amt des Mannschaftskapitäns an. Im ersten Heimspiel der neuen Runde schoss er ein „Doppelpack“ gegen Aston Villa (6:0) und Ende Oktober 2010 folgte gegen den AFC Sunderland (5:1) sein erster Hattrick in der Premier League. Auch unter dem neuen Trainer Alan Pardew blieb er eine feste Größe als Torschütze – darunter bei dessen Einsatz gegen den FC Liverpool (3:1). Etwas überraschend entschloss sich Nolan dann im Juni 2011 zu einem Wechsel zu West Ham United, das gerade als Tabellenletzter aus der ersten Liga abgestiegen war. Mitverantwortlich für die Entscheidung zur Unterzeichnung eines Fünfjahresvertrags war dabei auch, dass er ein weiteres Mal mit Sam Allardyce arbeiten konnte, der in Bolton sein langjähriger Trainer und Förderer gewesen war.

### West Ham United
Nolan wurde Teil eines Fünfermittelfelds, das neben ihm noch mit Scott Parker, Mark Noble, Freddie Sears und Matthew Taylor besetzt war und diesbezüglich als führend in der zweiten englischen Liga galt. Zum Ende der Saison 2011/12. belegte West Ham den dritten Platz, der zur Teilnahme an den Play-offs für den direkten Wiederaufstieg in die Premier League berechtigte. Als Kapitän der Mannschaft steuerte Nolan insgesamt dreizehn Saisontore bei, darunter einen Treffer beim 3:0 im Halbfinale gegen Cardiff City. Am anschließenden komfortablen Klassenerhalt des Vereins hatte Nolan ebenfalls großen Anteil und seine zehn Ligatore – darunter ein weiterer Hattrick gegen den FC Reading im Mai 2013 – bedeuteten für ihn, dass er vier Jahre in Serie eine zweistellige Trefferanzahl in Meisterschaftsspielen aufweisen konnte.
Die erste Hälfte der Spielzeit 2013/14 verlief für West Ham zunächst schleppend und auch Nolan blieb von Kritik nicht verschont. Dies bezog sich gleichsam auf seine häufig als unauffällig beschriebene Spielweise als offensiver Mittelfeldspieler, wenn die Torerfolge ausblieben, als auch auf zwei rote Karten innerhalb eines Monats. Trainer Allardyce zog kurz in Erwägung, Nolan als Kapitän zu degradieren, beließ es dann jedoch bei einer Geldstrafe in Höhe von 100.000 Pfund. Eine Schulterverletzung nach dem ersten Spieltag der Saison 2014/15 leitete Nolans langsames Ende bei den „Hammers“ ein. Zwar kehrte er nach gut einem Monat in die Mannschaft zurück, aber zehn seiner Einsätze in diesem Jahr waren lediglich per Einwechslung. Seine Torausbeute mit nur einem Treffer war ebenfalls dürftig und am 22. August 2015 bestritt er daheim gegen den AFC Bournemouth (3:4) seinen letzten Auftritt für West Ham. Fünf Tage später verließ Nolan den Klub, nachdem ihm der neue Trainer Slaven Bilić nicht garantiert hatte, regelmäßig zum Zug zu kommen.

### Nationalmannschaft
International wurde Kevin Nolan zwei Mal für die englischen U-21-Auswahl nominiert. Aufgrund seiner Abstammung hätte der Mittelfeldspieler auch für Irland oder die Niederlande auflaufen können.

### Traineraktivitäten
Ende Januar 2016 übernahm Nolan bei dem Viertligisten Leyton Orient das Amt des Spielertrainers. Er stand in den verbliebenen Ligapartien der Saison 2015/16 vierzehn Mal selbst auf dem Platz. Insgesamt gewann der Klub unter seiner Regie sieben von 15 Spielen, aber bereits im April 2016 endete Nolans Trainerengagement, nachdem zuvor nur ein Punkt aus vier Spielen gesammelt worden war. Im Juli folgte dann das Ende seiner Spielerzeit bei diesem Verein. Im Januar 2017 wurde Nolan Spielertrainer beim abstiegsgefährdeten Viertligisten Notts County und führte den Klub bis Saisonende auf eine Mittelfeldplatzierung. In der folgenden Saison 2017/18 stand Notts County lange Zeit auf einem direkten Aufstiegsplatz, insbesondere eine schwache Auswärtsbilanz ab dem Jahreswechsel sorgte aber für das Abrutschen auf einen Play-off-Platz, in denen man im Halbfinale Coventry City unterlag. Nach einem missratenen Start in die Saison 2018/19 mit nur einem Punkt aus fünf Partien und auf dem letzten Tabellenplatz stehend, wurde Nolan am 26. August 2018 entlassen.
Ab Februar 2020 gehörte er zum Trainerteam von David Moyes bei West Ham United an. Nach Moyes’ Abgang im Mai 2024 musste auch Nolan den Klub verlassen. Im August 2024 wurde er als Teil des Trainerteams von Paul Nevin vorgestellt, der interimistisch das englische U20-Nationalteam betreute.
Einen Cheftrainerposten übernahm Nolan schließlich am 23. Dezember 2024 wieder, als er die Position beim abstiegsgefährdeten Drittligisten Northampton Town antrat.

## Titel/Auszeichnungen
- PFA Team of the Year (1): 2009/10 (2. Liga)
- Englands Fußballer des Monats (1): Februar 2006